# Instytut Informatyki im. Maxa Plancka

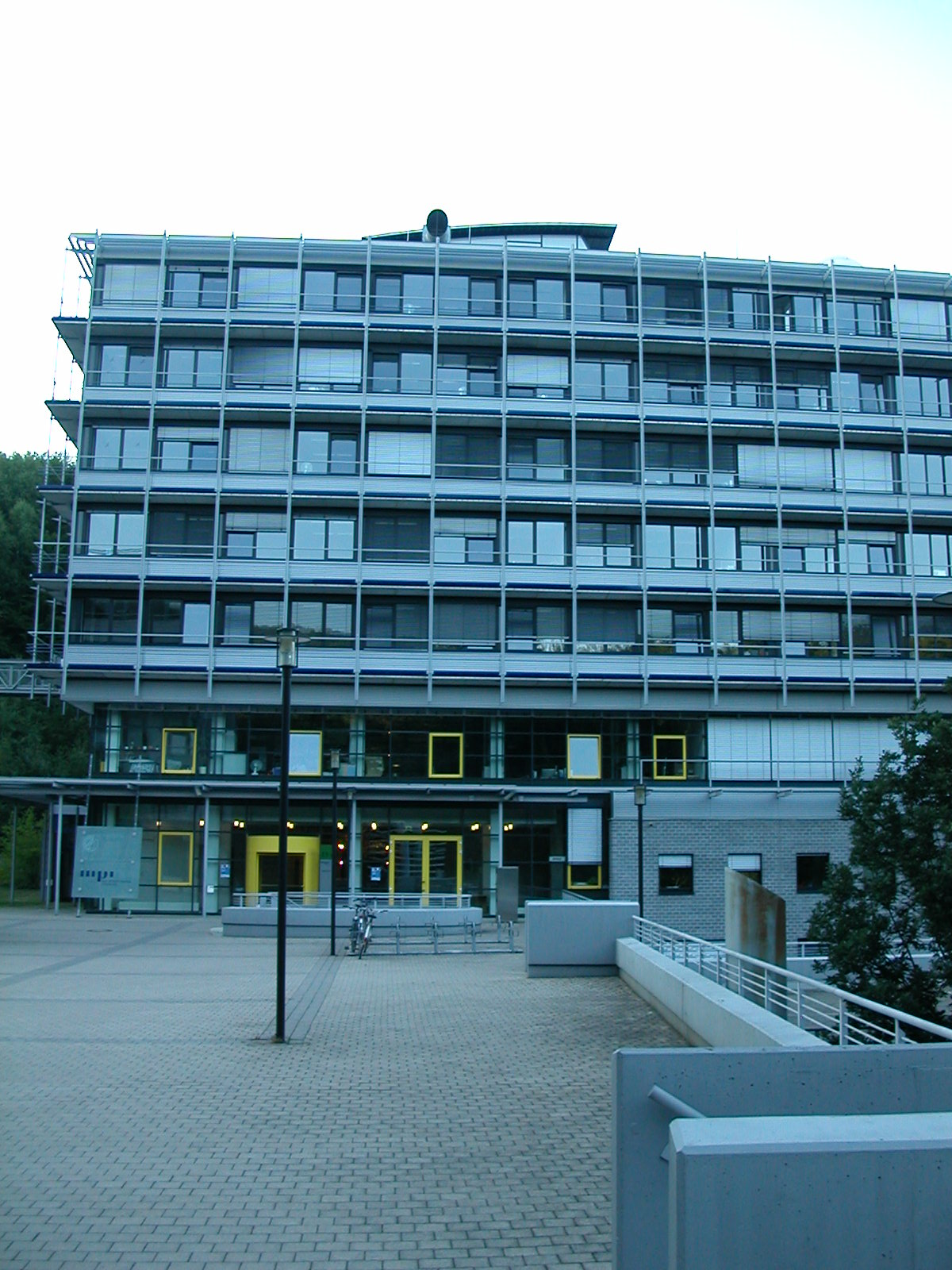
Instytut Informatyki im. Maxa Plancka w Saarbrücken

Instytut Informatyki im. Maxa Plancka (ang. Max Planck Institute for Computer Science, niem. Max-Planck-Institut für Informatik) (MPII lub MPI-INF) – placówka naukowo-badawcza prowadząca badania z zakresu informatyki, mieszcząca się w Saarbrücken. Jej działalność poświęcona jest zarówno teoretycznym podstawom informatyki (logika, algorytmika i złożoność obliczeniowa), jak również ich różnorodnym zastosowaniom (m.in. grafika komputerowa, geometria obliczeniowa, automatyczne dowodzenie twierdzeń i bioinformatyka). Instytut mieści się w Saarbrücken w Kraju Saary w Niemczech i należy do Towarzystwa Maxa Plancka – największej niemieckiej instytucji naukowej. Do najważniejszych zadań Instytutu należą: opracowywanie publikacji naukowych, tworzenie oprogramowania oraz kształcenie kolejnych pokoleń naukowców.
Pracownicy Instytutu byli wielokrotnie wyróżniani prestiżowymi odznaczeniami: prof. Kurt Mehlhorn (1986) i prof. Hans-Peter Seidel (2003) otrzymali nagrody Leibniza, prof. Thomas Lengauer – medal Konrada Zusego (2003), zaś prof. Harald Ganzinger – nagrodę Herbranda (2004).

## Grupy robocze
W MPII działa pięć grup roboczych (AG – z niem. Arbeitsgruppe) i dwa podzespoły badawcze (RG – z ang. Research Group):
- AG1 Algorithms and Complexity została założona w 1988 roku. Grupa, którą opiekuje się prof. Kurt Mehlhorn, zajmuje się złożonością algorytmów, opracowywaniem heurystyk dla problemów NP-zupełnych i geometrią obliczeniową. Zespół ten stworzył m.in. biblioteki LEDA (Library of Efficient Data types and Algorithms), CGAL (Computational Geometry Algorithms Library) oraz SILVIA (Simulation Library for Virtual Reality and Interactive Applications).
- AG2 Programming Logics powstała w 1991 roku. Grupa, założona przez prof. Haralda Ganzingera, zajmuje się automatycznym dowodzeniem twierdzeń i statystyczną analizą programów komputerowych. Naukowcy AG2 współpracują m.in. przy projektach Verisoft, AVACS (Automatic Verification and Analysis of Complex Systems) i eJustice. Po śmierci prof. Haralda Ganzingera (3 czerwca 2004) obowiązki dyrektora przejął prof. Thomas Lengauer.
- AG3 Computational Biology and Applied Algorithmics powołano w 2001 roku. Zespół prof. Thomasa Lengauera zajmuje się przetwarzaniem sekwencji biologicznych, przewidywaniem struktury i funkcji białek oraz komputerowo wspomaganym projektowaniem leków.
- AG4 Computer Graphics powstała w 1998 roku. Grupa, kierowana przez prof. Hansa-Petera Seidela, zajmuje się modelowaniem i animacją ludzkich twarzy, cyfrową obróbką trójwymiarowych scen, realistycznymi modelami sprzętowego cieniowania, globalnym oświetleniem oraz zagadnieniami postrzegania renderingu i animacji.
- AG5 Databases and Information Systems istnieje od października 2003 roku. Zespół, prowadzony przez prof. Gerharda Weikuma, zajmuje się samoorganizującymi się rozproszonymi systemami komputerowymi oraz wydajnością usług gwarantujących stałą dostępność. Grupa bierze udział m.in. w projektach DELIS (Dynamically Evolving Large-scale Information Systems) i DELOS.
- RG1 Automation of Logic to podzespół istniejący od września 2005 roku i prowadzony przez dr. Christopha Weidenbacha. Badania grupy koncentrują się na zautomatyzowanych metodach wnioskowania w podzbiorach logiki pierwszego rzędu.
- RG2 Machine Learning został założony w styczniu 2007 roku i jest kierowany przez prof. Tobiasa Scheffera. Grupa ta zajmuje się zagadnieniami związanymi z uczeniem maszyn, eksploracją danych i przetwarzaniem języka naturalnego.

## Międzynarodowa Szkoła Badawcza
Międzynarodowa Szkoła Badawcza z zakresu Informatyki (ang. International Max Planck Research School for Computer Science) (IMPRS-CS) jest programem stypendialnym organizowanym we współpracy z Instytutem Systemów Komputerowych im. Maxa Plancka i Instytutem Informatyki Uniwersytetu Kraju Saary. Studenci Szkoły uczestniczą w badaniach naukowych prowadzonych w Instytucie oraz biorą udział w zajęciach organizowanych przez wszystkie współpracujące placówki. Szkoła istnieje od 2000 roku, a jej dziekanem jest dr Gerhard Weikum.

## Max Planck Center for Visual Computing and Communication
Max Planck Center for Visual Computing and Communication jest wspólną inicjatywą Instytutu im. Maxa Plancka i Uniwersytetu Stanforda, której celem jest zacieśnienie współpracy obydwu instytucji na polu komunikacji i przetwarzania grafiki. Wyróżniający się niemieccy naukowcy z tytułem doktora odbywają w ramach wymiany naukowej dwuletni staż na stanowisku asystenta na Uniwersytecie Stanforda, aby po powrocie objąć kierownictwo nad własną grupą badawczą.

## Klaster informatyczny
Instytut jest również jedną z organizacji należących do Klastra Informatycznego Kaiserslautern-Saarbrücken, grupy instytucji zatrudniających w sumie ponad 800 naukowców-informatyków w dwóch miastach odległych od siebie o zaledwie 70 km. Oprócz MPI-INF, do klastra należą także:
- Niemieckie Centrum Badań nad Sztuczną Inteligencją w Kaiserslautern i Saarbrücken ,
- Instytut Informatyki Uniwersytetu Technicznego w Kaiserslautern ,
- Instytut Informatyki Uniwersytetu Kraju Saary w Saarbrücken ,
- Instytut Eksperymentalnej Inżynierii Oprogramowania im. Fraunhofera w Kaiserslautern ,
- Instytut Matematyki Przemysłowej im. Fraunhofera w Kaiserslautern ,
- Centrum Informatyki im. Leibniza w Dagstuhl,
- Informatyczne Centrum Kompetencji przy Uniwersytecie Kraju Saary w Saarbrücken ,
- Instytut Systemów Komputerowych im. Maxa Plancka w Saarbrücken ,
- Centrum Badań nad Bioinformatyką w Saarbrücken .